# Pierre Littbarski
Pierre Littbarski (født 16. april 1960) er en tidligere tysk fodboldspiller, der i perioden 1981-1990 opnåede 73 landskampe med 18 mål til følge. På klubplan har han i 14 år – i flere omgange – været knyttet til den tyske klub FC Köln, men har også spillet for franske Racing Club de Paris. Han sluttede sin aktive karriere i 1997 efter at have spillet nogen år for flere forskellige japanske mandskaber. 
I de senere år har han været ansat som træner i både en australsk og en japansk klub samt assisterende træner for Bayer 04 Leverkusen og træner for MSV Duisburg. Han blev i 2011 udnævnt som træner for VfL Wolfsburg.